# Dick Heckstall-Smith
Dick Heckstall-Smith (ur. 26 września 1934 w Ludlow, zm. 17 grudnia 2004 w Londynie) – brytyjski innowacyjny saksofonista jazzowy, jazz-rockowy i bluesowy, kompozytor i lider.

## Życiorys

### Początki
Richard Malden Heckstall-Smith urodził się 26 września 1934 r. w Ludlow, Shropshire w Walii. Uczęszczał przez 5 lat do słynnej prywatnej szkoły Gordonstoun w Szkocji a potem do Foxhole School w Dartington, gdzie zaczął się uczyć gry na klarnecie a potem na saksofonie sopranowym i altowym. Do 1952 r. prowadził szkolny zespół muzyczny. W 1953 r. rozpoczął studia w Sidney Sussex College w Cambridge. W latach 1955 i 1956 był współliderem big-bandu University Jazz Band. Był wtedy pod wielkim wpływem nowoorleańskiego saksofonisty Sidneya Becheta.
W 1956 r. grał w zespole Sandy Brown’s Jazzmen, z którym nagrał album. Następnie był członkiem Ronnie Smith Quintet. Lata 1957–1962 to okres, gdy Heckstall-Smith był „wolnym strzelcem” – dołączał do wielu różnych zespołów na bardzo krótko. Jego idolem stał się wówczas Lester Young, a wkrótce bardziej nowoczesny Wardell Gray. Rozpoczęła się fascynacja bebopem. Podczas sesji jazzu nowoorleańskiego w londyńskim klubie Kena Colyera Studio 5 poznał perkusistę Gingera Bakera. W 1957 r. dokonywał nagrań solowych oraz z grupą Hugh Raineya, w której perkusistą był Baker.
Razem z National Youth Orchestra odbył tournée po Europie i Izraelu wraz ze słynnym Jerome Robbin's Ballet z USA.

### Lata 60.
Na początku lat 60. Heckstall-Smith grał jednocześnie w dwu grupach jazzowych: Johnny Burch Quartet i Bert Courtley Sextet (ta grupa miała bardziej taneczny charakter). W obu tych zespołach perkusistą był Ginger Baker. Był to także okres, gdy D.H-S udzielał się w poetycko-jazzowej formacji (Live) New Departures, w której poznał saksofonistę Grahama Bonda i poetę Pete’a Browna (później napisze świetne teksty grupie Cream i Jackowi Bruce’owi).
W lutym 1962 r. D.H-S został członkiem zespołu prekursora brytyjskiego bluesa Alexisa Kornera – Blues Incorporated do września 1963 r. Przekonał Kornera do zatrudnienia kontrabasisty i gitarzysty basowego Jacka Bruce’a i do zwolnienia perkusisty Charliego Wattsa i przyjęcia Gingera Bakera. Równocześnie Heckstall-Smith i Baker oraz Graham Bond grali w Johnny Burch Octet.
We wrześniu 1963 r. D.H-S wstąpił do grupy Graham Bond Organisation. Był to prekursorski dla jazzrocka zespół, w którym oprócz D.H-S grali Graham Bond (wokalista i już organista), Jack Bruce (gitara basowa, harmonijka, wokal) i Ginger Baker (perkusja). Latem 1967 r. D.H-S opuścił zespół i w sierpniu był już członkiem bluesowej formacji John Mayall & the Bluesbreakers prowadzonej przez multiinstrumentalistę Johna Mayalla. W zespole tym pozostał do lipca 1968 r.
Koniec lat 60. to udział D.H-S w kilku ważnych przedsięwzięciach muzycznych. W latach 1968 i 1969 grał w grupie Pete’a Browna Battered Ornaments. Brał udział w nagraniu znakomitej płyty Jacka Bruce’a Things We Like (8.1968) a potem następnej Songs for a Tailor. Brał udział w nagraniu pierwszego albumu grupy Chicken Shack, płyty Locomotive i Wyntera K. Froga (pseudonim Micka Weavera). Grał także w zespole Sweet Pain ze znakomitym wokalistą bluesowym i multiinstrumentalistą Victorem Broxem.
Od września 1968 r. do października 1971 r. grał w słynnej, prekursorskiej grupie Colosseum. Jego instrumentalne popisy (w tym jednoczesna gra na dwóch saksofonach) były integralną częścią koncertów tego niezwykłego zespołu. Będąc jego członkiem współpracował z kompozytorem Neilem Ardleyem na dwu albumach.

### Lata 70.
Wiosną 1972 r. D.H-S nagrał swój pierwszy solowy album A Story Ended. W tym samym roku sformował grupę Manchild, z którą udał się na tournée po USA razem z Fleetwood Mac i Deep Purple. Odnieśli duży sukces, jednak podczas nagrywania drugiego albumu odezwały się stare problemy muzyka z kręgosłupem. Przez 3 lata nie mógł w ogóle grać na saksofonie, a przez 8 nie mógł być profesjonalnym muzykiem. Pojawił się dopiero w 1977 r. w grupie Pete’a Browna nagrywającej jego solowy album My Last Band. Rozpoczął studia  i w 1979 r. uzyskał doktorat nauk społecznych. W 1979 r. grał w grupie Big Chief, z którą był związany przez następne 20 lat. Brał udział w obchodach 50. urodzin Alexisa Kornera; koncert z tej okazji został uwieczniony na płycie Party Album.

### Lata 80.
Na początku lat 80. był członkiem grupy The Famous Blues Busters i występował w luźnej jazzowej formacji Tough Tenors (o bardzo zmiennych składach). Następnie założył własny oktet Mainsqueeze, który m.in. stał się zespołem akompaniującym legendzie bluesa i rock & rolla Bo Diddleyowi podczas jego tournée po Wielkiej Brytanii. Grupa ta nagrała 2 albumy; jeden z nich był zapisem koncertu z Bo Diddleyem.
W 1984 r. D.H-S grał w trio 3-space i ponownie został 'wolnym strzelcem' dołączając do wielu grup w Wielkiej Brytanii i Niemczech; m.in. Max Reinhardt Sextet, Julian Blahula's Electric Dream (grupa ta wykonywała jazz z wpływami afrykańskimi) i Matt Black (1988).
Od grudnia 1988 r. do 1989 grał w grupie Blodwyn Pig wybitnego gitarzysty Micka Abrahamsa, współzałożyciela Jethro Tull. W 1989 r. ukazała się autobiografia D.H-S The Safest Place in the World.

### Lata 90.
W latach 1990 i 1991 grał w swojej eksperymentalnej grupie DHS$, a potem sporadycznie do 1995 r. w Hamburger Blues Band, w którym wokalistą był Mike Harrison ze Spooky Tooth. W 1991 r. nagrał swój drugi solowy album When One Is. Równocześnie, w 1992 r., powstała formacja Dick Heckstall-Smith & John Etheridge Group, która wydała album Obsession Fees. (John Etheridge był członkiem słynnej grupy Soft Machine). Mniej więcej w tym samym czasie występował także w grupie King Biscuit.
5 lutego 1992 r. D.H-S doznał dwóch rozległych zawałów serca podczas operacji (bypass). Przez tydzień znajdował się na oddziale intensywnej terapii. Stracił zdolność myślenia i mówienia. Uczył się powoli mówić na wierszach dla dzieci.
W 1993 r. powrócił do muzyki i przez dwa lata występował we freejazzowym duecie z wybitnym perkusistą Johnem Stevensem. Duet ten nagrał dwa albumy, na drugim wsparty został gitarzystą basowym Jackiem Bruce’em. Brał udział w koncertach z okazji 50. urodzin Jacka Bruce’a. W 1994 r. dołączył do zespołu Wilkinson's Rockets założonego przez byłych muzyków grup Chicken Shack i Pretty Things.
W 1994 r. reaktywowała się słynna grupa Colosseum w klasycznym oryginalnym składzie. Została entuzjastycznie przyjęta i zdobyła nowych fanów. W tym samym roku grał razem z Clemem Clempsonem (gitarzystą Colosseum) w grupie Links. Grał także na albumie weterana wokalisty Duffy’ego Powera (firmowanego nazwą Dick & Duffy) i Chrisa Farlowe’a (wokalisty Colosseum).
W maju 1995 r. w Buxton Opera House odbył się wielki koncert z okazji 10-lecia śmierci Alexisa Kornera. D.H-S wystąpił w grupach Jacka Bruce’a, Paula Jonesa i Chrisa Farlowe’a. Ukazała się także znakomita płyta Celtic Steppes, na której wykonywał główne partie saksofonowe.

### Lata 2000.
W 2001 r. ukazała się jego trzecia solowa płyta Blues and Beyond.
Zmarł 19 grudnia 2004 r. na raka.

## Dyskografia
Solowe płyty
- A Story Ended 1972
- When One Is 1991
- Celtic Steppes 1995
- Blues and Beyond 2001

Wczesne nagrania
Wczesne nagrania są bardzo trudne do zdobycia. Trzeba szukać nagrań D. H-S z Sandy Brown’s Jazz Band, Bob Wallis & the
Storyville Jazzmen i Dick Heckstall-Smith Quintet. Są to przeważnie 'czwórki' (EP).
- Fairweather Friends (4 nagrania z D.H-S z 1959 r.)
- Very Special Old Jazz. (EP) 1957 r. The Dick Heckstall-Smith Quintet

Alexis Korner
- Rhythm & Blues from the Marquee 1962
- Blues Inc. 1965
- Alexis Korner's All Stars Blues Band 1969
- Bootleg Him. 1972
- The Party Album. 1979

Graham Bond
- The Beginning of Jazz-Rock (Live at Klooks Kleek) 1964 Graham Bond Organisation
- The Sound of ’65 Graham Bond Organization
- There’s a Bond Between Us 1966 Graham Bond Organization
- Solid Bond 1966 Graham Bond Organization i inne grupy
- Jazz Blues Rock & Alchemy (1965–1971) Graham Bond Organization i inne grupy

John Mayall Bluesbreakers
- Diary of a Band Vol. 1 1968
- Diary of a Band Vol. 2 1968
- Bare Wires 1968

Davy Graham
- Large as Life and Twice as Natural 1968

Chicken Shack
- Forty Blue Fingers Freshly Packed and Ready to Serve 1968

Sweet Pain
- Sweet Pain 1968 (w USA wydany jako England’s Heavy Super Blues Session)

Jack Bruce
- Things We Like 1968 (nagrany 8.1968, wyd. 1970)
- Songs for a Tailor 1969
- Something Else 1993
- Cities of the Heart 1993 (podwójny album koncertowy z obchodów 50-lecia Jacka Bruce’a)

Colosseum
- Those Who Are About to Die Salute You/Morituri Te Salutant 1969
- The Valentyne Suite 1969
- Daughter of Time 1970
- Colosseum Live 1971
- Walkin’ in the Park (bootleg)
- A Whiter Shade of Pale 1991 (oficjalny zapis koncertu wcześniej wydawany jako bootleg)
- The Reunion Concerts 1995
- Bread & Circuses 1997
- Tomorrow’s Blues 2003

Locomotive
- We Are Everything You See 1970

Neil Ardley
- Symphony of Amaranths
- Déjeuners Sur L'herbe

Mainsqueeze
- The International Blues Rock Revue
- Hey... Bo Diddley in Concert. Bo Diddley & Mainsqueeze

Hamburger Blues Band
- Hamburger Blues Band Featuring Dick Heckstall-Smith 1989
- Real Stuff 1996
- Rollin' 1999

Dick Heckstall-Smith & John Stevens
- Bird in Windness 1993
- This That 1994 (z Jackiem Bruce’em)

Dick Heckstall-Smith & John Etheridge Group
- Obsession Fees 1992

Pete Brown
- Meal You Can Shake Your Hand With 1969 Pete Brown & Battered Ornaments
- My Last Band 1977 Pete Brown

The Wilkinson's Rockets
- Out of the Blue 1994

Links
- New Reasons to Use Old Words 1995

Alexis Korner Memorial Concert (3 dyski) 1995
- Vol. 1 (5 utworów z Jackiem Bruce’em, 4 utwory z Paulem Jonesem)
- Vol. 2 (3 utwory z Chrisem Farlowe’em)

## DVD
- Jack Bruce and Friends (jeden z koncertów w Niemczech z okazji 50-lecia urodzin Jacka Bruce’a)
- Colosseum. The Complete Reunion Concert Cologne 1994